# 中泰站
中泰站是杭州地铁16号线的中途站，位于中华人民共和国浙江省杭州市余杭区中泰街道S102省道与杭泰路交叉口。

## 结构
中泰站为地下岛式站台，平行于S102省道东西向布置，车站长度447.9米，标准宽度22.9米，内部宽度19.9米，车站底板埋深最深为17.8米，建筑面积22509平方米。车站为地下两层钢筋混凝土框架结构，共设6个出入口、3组风亭。

### 楼层分布
| 地面 |                    | 出入口                         |  |  |
| -1层 | 站厅               | 自动售票机、客服中心、安检通道 |  |  |
| -2层 |                    | █ 16号线 往九州街（南湖）      |  |  |
|      | 岛式站台，左侧开门 |                                |  |  |
|      |                    | █ 16号线 往绿汀路（禹航路）    |  |  |

### 出入口
中泰站共有5个出入口。
- A出入口设置于环园南路与杭泰北路路口环岛北侧，出入口位于石鸽社区创业园内；
- B出入口设置在路口的环岛绿化内；
- C2出入口下穿杭徽高速公路高架桥，布置在天目山西路与杭泰路路口的西侧；
- D1出入口下穿杭徽高速公路高架桥，布置在天目山西路西侧的空地内；
- D2出入口布置在环园南路与旺泰路路口。

## 历史
- 2019年6月27日，车站结构封顶，是16号线最后一个封顶的车站。[4]
- 2020年4月23日，车站投入运营[5]。